# Freienfeld
Freienfeld (wł. Campo di Trens) – miejscowość i gmina we Włoszech, w regionie Trydent-Górna Adyga, w prowincji Bolzano.
Liczba mieszkańców gminy wynosiła 2677 (dane z roku 2009). Język niemiecki jest językiem ojczystym dla 96,22%, włoski dla 3,3%, a ladyński dla 0,48% mieszkańców (2001).